# Wilhelm Schürch
Wilhelm Schürch (* 17. April 1882 in Wolfisberg; † 6. November 1955 in Biel/Bienne) war ein Schweizer Architekt.

## Ausbildung
Nach dem Besuch der Schulen in Madretsch und Biel studierte Schürch zunächst am dortigen Technikum, wo er 1906 sein Diplom erwarb. Er setzte seine Studien in Stuttgart und München fort.  Wann genau er nach Biel zurückkehrte, ist nicht bekannt, jedenfalls ging er 1910 nach dem gemeinsamen Gewinn eines Wettbewerbes für das Altersasyl von Langnau eine Partnerschaft mit Friedrich Moser ein, die bis etwa 1929 Bestand hatte.

## Moser und Schürch
Das gemeinsame Büro vollzog im Laufe des etwa zwanzigjährigen Bestehens den Wandel vom Heimatstil zu einer gemässigten Moderne. Hauptsächliche Bauaufgaben waren der Industriebau sowie Aufträge der öffentlichen Hand, die oft aus Wettbewerbserfolgen hervorgingen. Hauptwerk des Büros, dem zwischenzeitlich auch Walter von Gunten als Partner angehörte, war in den 1920er Jahren zweifellos der Bahnhof Biel. Daneben widmete sich das Büro zahlreichen Stadtplanungen und Bebauungsplänen.

## Schürch als Einzelarchitekt
Auf einem schmalen Streifen Landes, der durch die Verlegung des Bieler Hauptbahnhofs freigeworden war, entstand – auch im Rahmen eines Sonderbaurechts, das z. B. Flachdächer vorschrieb – eine kleine Siedlung im Geiste des Neuen Bauens, an der sowohl Moser als auch Schürch mit einem Bau vertreten sind.
Schürch, der zeitweise ein Zweigbüro in Zürich führte, errichtete nach der Trennung von Moser eine Vielzahl von Wohn- und Geschäftshäusern vor allem in Biel und Zürich, so etwa den Handelshof am Sihlplatz in Zürich, einem stark horizontal betonten Geschäftshaus, dessen Fensterbänder ohne Unterbrechung um die gekurvte Fassade herumlaufen. Nach dem Zweiten Weltkrieg plante Schürch auch Genossenschaftssiedlungen wie den Sonnigen Hof und Rebhügel und plante das erste Hochhaus in Biel (das dann Hans und Gret Reinhard postum ausführten).

## Werke (Auswahl)
Moser und Schürch
- Gottesgnad, Seeländisches Krankenasyl, Mett, 1910/11
- Maschinenfabrik Güdel, Bern, 1911
- Uhrenfabrik Trösch, Biel 1913[6]
- Wohnkolonie der Eisenbahner-Baugenossenschaft, Nidau, 1911–1914
- Pavillons der Milchwirtschaft, Schweizerische Landesausstellung, Bern, 1914
- Fabrikanlage Landis & Gyr, Zug, 1911–1918
- Maison Blanche, Kantonalbernisches Kinderspital, Leubringen, 1913
- Gottesgnad, Altersasyl, Langnau, 1913/14
- Vereinigte Drahtwerke, Erweiterungsbauten, Biel, 1913–1916
- Bebauungsplan Bözingen/Boujean, 1916.
- Bebauungsplan Grenchen, 1917.
- Vereinigte Drahtwerke, Wohlfahrtsgebäude, Biel, 1917/18
- Wettbewerb Gross-Zürich, 1918.
- Bebauungsplan Moutier, 1918.
- Seeufergestaltung Luzern, Ideenwettbewerb, 1918.
- Bebauungsplan Kriens, 1919.
- Bahnhof Biel/Bienne, 1919–1923
- Haus Hirt-Suter Biel, 1919/20
- Uhrenfabrik Gruen-Watch Biel, 1922/23
- Wohnhäuser Dufourstr. Biel, 1924–26

Wilhelm Schürch
- Handelshof. Zürich, 1929–30
- Haus Leuenberger. Biel 1930
- Jurahaus. Biel 1930
- Cityhaus. Biel 1930–31
- Hotel Seeland. Biel 1930–32
- Wohn- und Geschäftshaus. Biel 1930–34
- Sonniger Hof. Siedlung, Biel 1947–48
- Rebhügel. Siedlung, Biel ab 1948
- Friedweg. Sekundarschulhaus, Madretsch 1951–53
- Hochhaus Dufourstr. Biel 1955 (Ausführung 1958–59 Hans und Gret Reinhard)